# صمبة (مبين)
صمبة هي إحدى قرى عزلة الادبعة بمديرية مبين التابعة لمحافظة حجة، بلغ تعداد سكانها 192 نسمة حسب تعداد اليمن لعام 2004.